# Valle di Shigar
La Valle di Shigar è una valle del Baltistan, nel Pakistan del nord, attraversata dal fiume Shigar. La valle si estende per circa 170 km da Skardu ad Askole ed è la porta d'accesso alle montagne del Karakorum.